# ديفيد ماكفيل
ديفيد ماكفيل (بالإنجليزية: David McPhail)‏ هو لاعب اتحاد الرغبي نيوزيلندي، (ولد في نيوزيلندا 1886  م).